# Forenede Kongerige Nederlandene
 For alternative betydninger, se Nederlandene (flertydig). (Se også artikler, som begynder med Nederlandene)
Forenede kongerige Nederlandene (1815-1830) (1839) (nederlandsk: Verenigd Koninkrijk der Nederlanden, fransk: Royaume-Uni des Pays-Bas) var navnet på den europæiske stat, som blev bestemt oprettet efter Napoleonskrigene af Wienerkongressen i 1815. Den nye stat blev dannet af de forhenværende stater eller områder: Forenede Nederlande, Spanske Nederlande og Fyrstbispedømmet Liége. Desuden blev Storhertugdømmet Luxembourg forbundet ved en personalunion.

## Eksterne henvisning
- Wikimedia Commons har flere filer relateret til Forenede Kongerige Nederlandene